# كارابيلي كالفيزيو
كارابيلي كالفيزيو (بالإيطالية: Carapelle Calvisio)‏ هي بلدية في مقاطعة لاكويلا في إقليم أبروتسو الإيطالي.

## السكان
في سنة 1861 بلغ عدد السكان 796 نسمة، وتطور العدد ليصل في سنة 2011 لـ 85 نسمة.
يظهر هذا المخطط البياني تطور النمو السكاني لـ كارابيلي كالفيزيو